# Государева охота на Руси
Государева охота на Руси и в России

## Охота вДревнерусском государстве
Первый из князей, о котором упоминается как об охотнике, был Игорь Рюрикович (912); с его ловами тесно связана его женитьба на Ольге.
В древние времена охота была лучшей школой для подготовления воинов к боевой жизни. Почти все древнерусские князья сознавали необходимость заниматься охотой. Святослав унаследовал от своих родителей их страсть к охоте. Об охотах князя Владимира летопись умалчивает; быть может, это вызвано крещением Руси и теми переменами, какие оно вносило в жизнь народа. Из 12 сыновей Владимира только о двух сохранились известия, относящиеся к истории княжеских ловов — о Мстиславе и Ярославе. О сыне Ярослава, Всеволоде (1078), летопись сообщает известие, характеризующее орудия и способы охоты в его время: «В лето 6596 (1088) Всеволоду ловы деющу звериныя за Вышегородом, заметавшим тенета и кличаном кликнувшим». Отсюда видно, что уже в XI в. в великокняжеской охоте употреблялись тенета.
Другие современные ему князья также были страстные охотники. Король Даниил Романович Галицкий в 1255 г., провожая своё войско до Грубешова, собственноручно убил рогатиной трёх кабанов. Новгородские князья иногда настолько увлекались охотой, что забывали свои обязанности по управлению областью и нарушали права частной охоты. На этой почве между князьями и господином Великим Новгородом возникали столкновения.
Первые московские князья интересуются охотой больше с фискальной точки зрения, как важной статьёй государственного бюджета, чем с точки зрения забавы, до известной степени, в силу традиции обязательной для князей. Иван Калита, Симеон Гордый, Димитрий Донской ревниво оберегают свои «сокольничьи и ловчии пути». Время Василия III может считаться временем пышного расцвета великокняжеской охоты на Москве. Он обставлял свои охоты так, что они поражали своей грандиозностью. Иоанн IV ещё мальчиком начал охотиться, но охота влекла его к себе больше зрелищем крови, мучений и смерти животных, чем впечатлениями другого порядка. Царь Фёдор Иоаннович любил тешиться зрелищем медвежьих потех и боев с медведями. Об охоте Бориса Годунова до нас дошёл только один рассказ Горсея, из которого видно, что Годунов был соколиный охотник.
Древнерусскую охоту можно разделить по способам её производства на два рода: звероловство и охоту в собственном смысле. Ловля птиц в древнее время производилась, главным образом, при помощи перевесов. Перевесища были и у князей, и у простых людей. Княгиня Ольга имела свои перевесы по Днепру и по Десне. Владимир Мономах при охоте на зверя имел при себе меч («дикий вепрь меч ми на бедре отъял»). Василий III, отправляясь на охоту, имел при себе два длинных охотничьих ножа, продолговатый кинжал, топор с ручкой из слоновой кости, кистень и так назыв. шестопер; Шиг-Алей, принимавший участие в охоте, вез с собой два колчана с луком и стрелами. Огнестрельное оружие для охоты стало употребляться при царе Иоанне Грозном; первые опыты ружейной охоты были произведены из самопалов и лёгких ручных пищалей. О конной охоте мы знаем из духовной Владимира Мономаха.
Княжеская и Ц. охота разделялась на два вида: охоту птичью и охоту псовую. Охота с ловчими птицами, повсюду в мире известная с самой глубокой древности как истинно Ц. забава, искони и у нас производилась князьями. Из князей Южной России наиболее страстным любителем охоты с ловчими птицами был Игорь Северский (кон. XII в.). Охота с ловчими птицами производилась при помощи ястребов, соколов и кречетов «выношенных», то есть приученных ловить диких птиц и мелких животных. Для ловли соколов и кречетов государи наши отправляли на север особые ватаги (артели) с атаманом во главе, или населяли помытчиками села и слободы в местах ловли, или поручали это дело местным сельским жителям. Неосновательно мнение, что «Василий III едва ли не первый (из русских князей) завел псовую охоту, ибо россияне в старину считали псов животными нечистыми и гнушались ими». Правда, при Василии III псовая охота достигла наибольшего развития, но многие исторические данные говорят, что она существовала с самых ранних времён. В княжеской псовой охоте употреблялись не только местная порода борзых, но и восточная порода, которая ценилась очень дорого.
На Руси с самых древних времён охота была свободным промыслом для всех, хотя князья по отношению к охоте пользовались особыми правами и преимуществами, вытекавшими из их земельных прав и отчасти из их высокого положения. В завоеванных и вновь присоединённых областях лучшие охотничьи угодья отходили во владение князей. Ловчий путь, обозначавший собой все княжеские охотничьи угодья в том или другом уезде (например «Московский путь»), делился на станы. В каждом стане было несколько деревень и починков, которыми заведовал особый ловчий. Насколько велики были доходы от охотничьих угодий, можно судить по свидетельству Флетчера, что за удовлетворением всех дворцовых издержек и расходов на жалованье дворцовому штату от этих оброчных статей оставался ещё огромный излишек в виде шкур и мехов, дававших при продаже до 230000 р. К ловчему переходили все права волостеля. Случалось, что должности волостеля и ловчего совмещались в одних руках. Должность ловчего впервые упоминается около 1455 г., в княжение Василия II Тёмного. В помощь по делам суда и управления станом ловчий имел при себе двух чиновников, которых назначал и сменял собственной властью: тиуна и доводчика, первого — для разбора судных дел, второго — для дознания, следствия и сыска по преступлениям, совершавшимся в его стане.

## При Романовых
Михаил Феодорович, устраивая своё разорённое царство, спустя только пять-шесть лет мог позаботиться о восстановлении былых охот и потех. С этой целью в 1619 г. он послал в северную медвежью сторону (в нынешнюю Костромскую губ.) двух охотников и трёх конных псарей с поручением брать у людей собак борзых, гончих, меделянских и медведей. Все Ц. охоты производились при помощи охотников ловчего пути, под общим руководством ловчего и псовника. Любимой охотой Михаила Феодоровича была охота на медведей.
Царь Алексей Михайлович к птичьей охоте привязался с самого раннего детства. Он был, по его собственному выражению, «охотник достоверный», то есть истый, заклятый. Во время поездок на охоты государь приказывал раскинуть шатры, которыми заведовал особый шатерничий, сопровождавший царя со всем шатерным скарбом. Шатры эти отличались большой роскошью. Ц. псарня до 1616 г. помещалась в Белом Царевом городе, а затем была переведена на Старое Ваганьково в Москве, где для неё построены были новые помещения. Для звериной и соколиной охот имелись особые охотничьи лошади, как для личного Ц. обихода, так и для чинов охоты. Охотники, кроме лука со стрелами, вооружались копьями, протазанами, вилами и рогатинами. Из огнестрельного оружия употреблялись пищали, самопалы, карабины и пистолеты. Ц. охотники в парадных случаях выезжали на богато убранных конях. Ещё большей роскошью и богатством отличались уборы коней государевых.
Все ловчие птицы соколиной охоты царей Михаила Феодоровича и Алексея Михайловича принадлежали к породе благородных соколов. Ловля этих птиц производилась двинскими помытчиками по морскому берегу и по рекам, по Тиунскому берегу, Терской стороне и на Канином Носу. На царских кречетнях была суровая дисциплина; всякое упущение наказывалось весьма строго. Уход за ловчими птицами заключался в кормлении их, в лечении заболевавших, но главным образом в «вынашивании», то есть систематическом приучении диких птиц в охоте. Кормили ловчих птиц в «уречённое время», то есть в определённые часы, и непременно самым доброкачественным мясом. Когда кречеты были выношены и подготовлены, их брали на настоящую охоту; часто сам царь «пробовал» вновь выношенных кречетов. Наряд царских ловчих птиц состоял из следующих составных частей: клобучок, нагрудник, нахвостник, обножи (иначе называвшиеся обносцами, нагавками, опутами или опутинами), сильца, должик и колокольцы. Все эти наряды изготовлялись специальными мастерами в государевой мастерской палате; ценность наряда согласовалась с достоинством птицы, для которой он предназначался; обыкновенно кречеты-царские любимцы блистали золотом, серебром и драгоценными каменьями.
Бой с дикими медведями и травля их собаками были очень любимы обоими первыми царями из дома Романовых. Ц. охота при царях Михаиле Феодоровиче и Алексее Михайловиче распадалась, как и прежде, на два больших отдела, сохранившие за собой старинное название путей — сокольничьего и ловчего. Все лица, состоявшие при Ц. охоте, как бы ни было незначительно их положение, считались на действительной Ц. службе. Все ловчие птицы распределены были по «статьям». Во главе «статьи» стоял «начальный» сокольник, в ведении которого находилось известное число «рядовых» сокольников, кречетников и ястребников.
Царь Феодор Алексеевич, болезненный и слабый, не унаследовал от своего отца любви к «соколиной потехе». В течение своего 6-летнего царствования он ни разу не принимал участия в охоте. Ц. охота падает, но не уничтожается совершенно. Упадок её продолжается и ещё более усиливается в царствование Петра Великого. Развлечения мореходства заменяли для Петра вполне развлечения охоты. Он не только «не чувствовал никакой склонности» к охоте, но и был противником её, как пустой и недостойной забавы. При Петре Вел. заведование охотой находилось в руках князя-кесаря Феодора Юрьевича Ромодановского, а затем его сына Ивана Феодоровича. В 1695—1696 гг. был образован Преображенский приказ, в ведение которого и был передан из приказа Большого Дворца Семеновский потешный двор со всеми находившимися в нём птицами, зверями и служителями охоты. С этого времени Ц. охота в течение 34 лет состоит в ведении Преображенского приказа. Одним из немногих памятников деятельности кн. Ромодановского по управлению царской охотой были изданные по его инициативе в 1701 и 1703 гг. указы о воспрещении частным лицам охоты в окрестностях Москвы.
Император Пётр II большую часть своего краткого царствования провел в охотничьих поездках, беспрерывно следовавших одна за другой; он особенно любил псовую охоту. При Петре II явилась первая заимствованная с Запада охотничья должность — егермейстера. По вступлении на престол Анны Иоанновны богатая охота Петра II перешла в её распоряжение. Заботясь о блеске своего двора, она внимательно следила за устройством и развитием учреждений придворной охоты. Помимо ружейной охоты, Анна Иоанновна очень часто развлекалась зрелищем травли зверей; ни до неё, ни после всевозможные травли зверей не практиковались в таких широких размерах. Любимым её занятием была ружейная стрельба. В 1736 г. учреждена была должность обер-егермейстера. В 1740 г. императорская охота впервые получила точную организацию, с изданием первого яхд-штата.
Начало воспрещениям охоты под Петербургом положено было ещё Петром Великим, который указом 22 апреля 1714 г. запретил стрелять или бить лосей во всей Петербургской губернии под опасением «большого штрафа и жестокого наказания»: желающим предлагалось ловить лосей живыми и через комендантов направлять их в петербургскую канцелярию, которая за каждого живого лося давала 5 руб.
Елизавета Петровна заинтересовалась охотой ещё в своей молодости, под влиянием своего племянника Петра II. Длинный ряд охот, в которых Елизавета Петровна принимала участие уже в качестве императрицы, открывается в Москве, куда она переехала в 1742 г. для коронации. При Елизавете Петровне получил широкое распространение особый вид птичьей охоты — охота на тетеревов из шалашей, с чучелами.
Вскоре по вступлении на престол императрица Екатерина II пристрастилась к охоте на птиц с соколами. По приезде в Москву в 1763 г. Екатерина II посещала измайловский зверинец, Тюхалеву рощу и другие окрестности столицы, где занималась и соколиной, и егерской охотой. Делопроизводство по управлению императорской охотой сосредоточено было в обер-егермейстерской канцелярии, образованной в 1744—1745 гг. В 1773 г. ей были предоставлены права наравне с коллегиями. Обер-егермейстерская канцелярия стала во главе самостоятельного обер-егермейстерского корпуса.
В 1762 г. по распоряжению императора Петра III в состав императорских охот вошла ораниенбаумская охота. Новый яхд-штат внёс небольшие перемены в организацию птичьей охоты, по-прежнему находившейся в Москве. Во главе птичьей охоты поставлен был главностатейничий с двумя помощниками. В яхд-штате 1773 г. мы впервые встречаем егерскую музыку как отдельное учреждение. Раньше, как, например, в списке собственной охоты Петра II, упоминались только отдельные егерские музыканты — волторнисты. Обер-егермейстер Нарышкин представил императрице в 1773 г. доклад об определении к императорской охоте яхд-пажей. Этот доклад был утверждён императрицей. Указом 6 мая 1771 г. все чины обер-егермейстерского ведомства вместе со всеми дворцовыми служителями были освобождены от телесных наказаний. Чины охоты, выходя в отставку «за дряхлостию лет» или за полной «инвалидностью», награждались пенсионом в размере жалованья, или же им поручали более лёгкое дело с сохранением прежних окладов.
Зверинцы и охотничьи дворы в Петербурге, Москве, Петергофе, Гатчине, Царском Селе, на Семёновском потешном дворе, в селе Измайлове и в Александровской слободе имели вид зоологических садов, начало устройству которых положено было в Петербурге Петром Великим. В царствование Анны Иоанновны возникло в Петербурге несколько зверинцев, зверовых и охотничьих дворов, на которых, кроме коллекций редких зверей и птиц, содержались также звери — для травли, птицы — для ружейной охоты императрицы. В 1770 г. императрица Екатерина II приказала построить при Дудергофской горе «фазанарию». В Красном Селе в 1764 г. устроен был сокольничий двор. Первое место среди московских охотничьих учреждений принадлежало старому Семеновскому потешному двору — средоточию царской птичьей охоты. Звери и птицы для зверинцев и зверовых дворов доставлялись отчасти из-за границы, а главным образом с различных окраин России.
Положение сокольих помытчиков за рассматриваемое время становится более трудным; высшая власть предъявляет к ним все более и более строгие требования, местные же власти нередко крайне стесняют их деятельность, не выдавая им установленного жалованья. Самый существенный ущерб благосостоянию помытчиков был нанесён постепенным сокращением их древних прав и привилегий. Уловный промысел постепенно падал в течение XVIII в. Обер-егермейстерское ведомство должно было прилагать большие старания, чтобы птичья охота находилась в наилучшем порядке и особенно чтобы в ловчих птицах не было недостатка. Соколиная охота со смертью Екатерины II навсегда замирает. Именным указом 19 августа 1827 г. имп. Николай I исключил последних помытчиков из придворного звания.
Для императорской охоты при императорах Павле, Александре I и Николае I наступило время полного затишья; она вошла в состав министерства императорского двора и была исключительно охотой псовой. С императора Александра II охота оживляется и чаще посещается августейшими хозяевами; господствующей становится ружейная охота. В начале XIX века императорская охота из Петербурга была переведена в Петергоф, в 1858 г. — из Петергофа в Гатчину.